# Microcionidae
Famille
Synonymes
- Acarniidae de Laubenfels, 1936
- Clathriidae Lendenfeld, 1884

Les Microcionidae forment une famille de spongiaires de l'ordre Poecilosclerida vivant en eau de mer.

## Liste des sous-familles
Selon World Register of Marine Species (20 mai 2016) :
- sous-famille Microcioninae Carter, 1875
- sous-famille Ophlitaspongiinae de Laubenfels, 1936

## Liste des genres
Selon World Register of Marine Species (20 mai 2016) :
- genre Antho Gray, 1867
- genre Artemisina Vosmaer, 1885
- genre Clathria Schmidt, 1862
- genre Echinochalina Thiele, 1903
- genre Echinoclathria Carter, 1885
- genre Holopsamma Carter, 1885
- genre Ophlitaspongia Bowerbank, 1866
- genre Pandaros Duchassaing & Michelotti, 1864
- genre Sigmeurypon Topsent, 1928